# NS Plan V och T
NS Materieel '64 är ett samlingsnamn för tre tågtyper i Nederländerna, namnet syftar till året då tågen beställdes vilket bidrar till typens fullständiga namn Materieel 1964 (eller ännu utförligare "Spoorwegmaterieel uit 1964"). Dessa motorvagnar var efterföljare till Materieel '54 Plan F, G, Q och P.
Tågtypen kallas även för Standaard Stoptrein på grund av att den oftast sattes in i just lokaltågstrafik.

## Tredelat och fyrdelade tågsätt: Plan T och Plan TT
NS Mat '64 Plan T är en fyrdelad (och i vissa fall tredelad) vagn anpassad för lokal tågtrafik (Stoptreins). Likt DD-AR har vagndelarna även här individuella literra:
- Ändvagnarna är literrerade Bk och ABk
- Mellanvagnarna har literra mBDk och mABk

Plan TT var prototyptåget byggt av Werkspoor 1963, detta hade tre vagnar, troligtvis utan sittvagn typ mABk
Orsaken till att mellanvagnarna har individuella literra är att lokaltåget SGM-0 bestod av två sammankopplade vagnar utan gång över koppel, vilket kan ses som två separata vagnar eftersom kopplingen inte var fast. Dock förekom aldrig rangering mellan sättens vagnar för bildning av nya sätt.

### Formationer
- Bk + mBDk + mAB + Bk (Plan T)
- Bk + mBDk + Bks (Plan TT)

## Tvådelad motorvagn: Plan V
NS Materieel 1964 Plan V är en tvådelad lokaltågsvagn av 1960-talstyp. Denna vagn kan ses som en halverad Plan T därför att den saknar mAB- och mBDK-vagnar. Den enda skillnaden är att motorvagnen (mABk) inte finns i ett Plan T-sätt
Tågen fasades ut med början år 2014 och har nu helt ersatts av Sprinter Light Train.

## Användning
På följande linjer används Materieel '64:
- Intercity 23500 Heerlen - Sittard
- Sprinter 4400 Den Bosch - Oss - Nijmegen
- Sprinter 5200 Tilburg - Boxtel - Best - Eindhoven
- Sprinter 6400 Eindhoven - Weert
- Sprinter 6800 Maastricht - Sittard - Roermond
- Sprinter 6900 Heerlen - Shinnen - Sittard
- Sprinter 7000 Apeldoorn - Almelo - Helngelo - Enchede
- Sprinter 7500 Ede-Wageningen - Arnhem.
- Sprinter 7600 Nijmegen - Arnhem - Rheden - Zutphen
- Sprinter 9600 Den Bosch - Boxtel - Best - Eindhoven - Helmond - Brouwhuis - Deurne